# Téonsgo (Tikaré)
Pour les articles homonymes, voir Téonsgo.
Ne doit pas être confondu avec Téonsogo.
Téonsgo est une localité située dans le département de Tikaré de la province du Bam dans la région Centre-Nord au Burkina Faso. 

## Géographie
Téonsgo est situé à 10 km au nord-ouest du centre de Tikaré, le chef-lieu du département, à 3 km au nord-est de Manegtaba-Mossi et à environ 30 kilomètres à l'ouest de Kongoussi. Le village est à 3 km au nord de la route nationale 15.

## Éducation et santé
Le centre de soins le plus proche de Téonsgo est le centre de santé et de promotion sociale (CSPS) de Manegtaba-Mossi tandis que le centre médical avec antenne chirurgicale (CMA) de la province se trouve à Kongoussi.